# Панола (Іллінойс)
Панола (англ. Panola) — селище (англ. village) в США, в окрузі Вудфорд штату Іллінойс. Населення — 47 осіб (2020).

## Географія
Панола розташована за координатами 40°47′5″ пн. ш. 89°1′13″ зх. д. / 40.78472° пн. ш. 89.02028° зх. д. (40.784650, -89.020288).  За даними Бюро перепису населення США в 2010 році селище мало площу 0,53 км², уся площа — суходіл. В 2017 році площа становила 1,11 км², уся площа — суходіл.

## Демографія
Згідно з переписом 2010 року, у селищі мешкало 45 осіб у 18 домогосподарствах у складі 14 родин. Густота населення становила 85 осіб/км².  Було 18 помешкань (34/км²).
Расовий склад населення:
| - 97,8 % — білих |

До двох чи більше рас належало 2,2 %. Частка іспаномовних становила 2,2 % від усіх жителів.
За віковим діапазоном населення розподілялося таким чином: 22,2 % — особи молодші 18 років, 64,5 % — особи у віці 18—64 років, 13,3 % — особи у віці 65 років та старші. Медіана віку мешканця становила 44,1 року. На 100 осіб жіночої статі у селищі припадало 104,5 чоловіків;  на 100 жінок у віці від 18 років та старших — 105,9 чоловіків також старших 18 років.
Середній дохід на одне домашнє господарство  становив 82 083 долари США (медіана — 69 167), а середній дохід на одну сім'ю — 82 083 долари (медіана — 69 167). Медіана доходів становила 63 750 доларів для чоловіків та 40 000 доларів для жінок. 
Цивільне працевлаштоване населення становило 26 осіб. Основні галузі зайнятості: фінанси, страхування та нерухомість — 30,8 %, науковці, спеціалісти, менеджери — 15,4 %, будівництво — 11,5 %, оптова торгівля — 7,7 %.